# Musée Roybet Fould

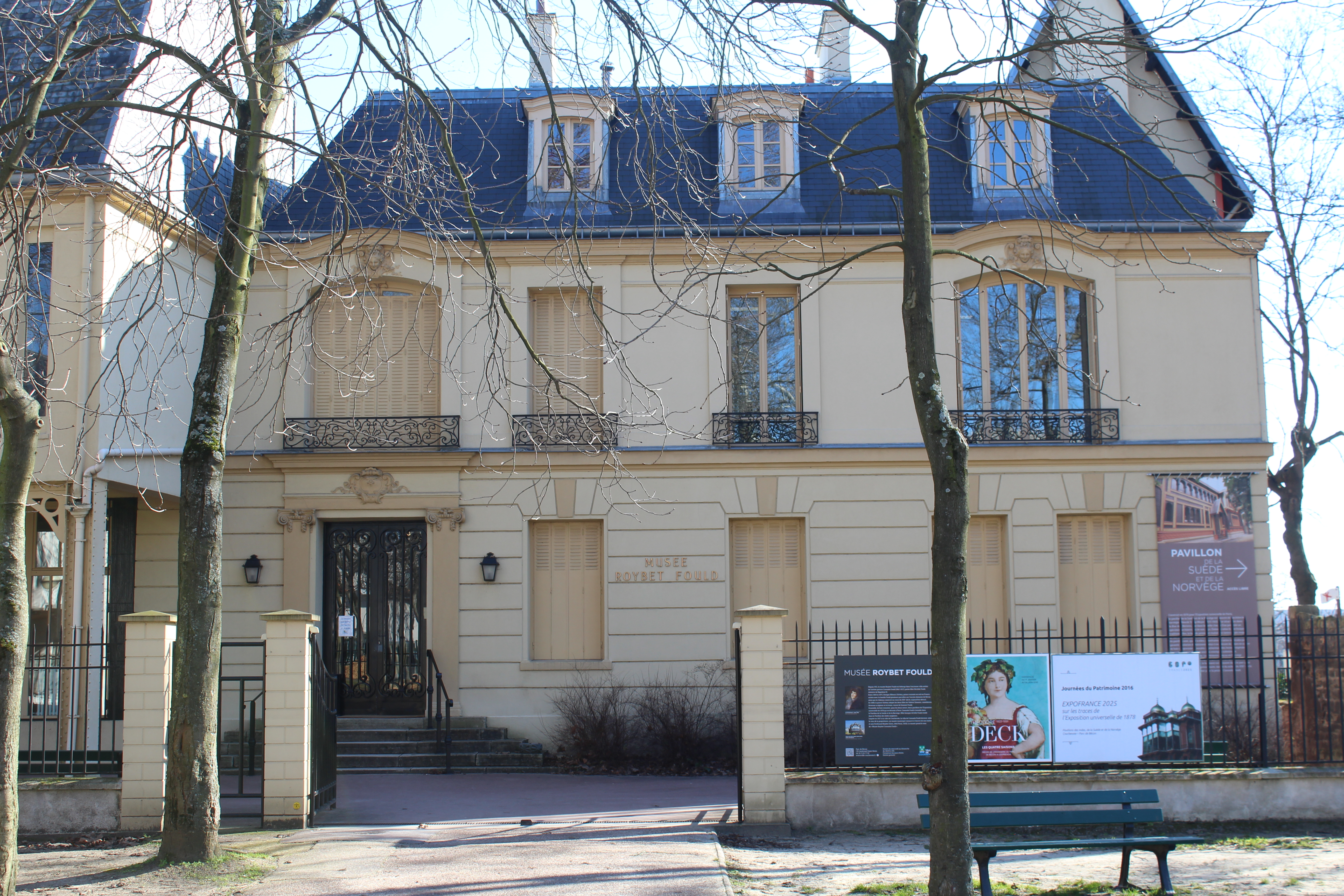
Eingangsseite des Musée Roybet Fould

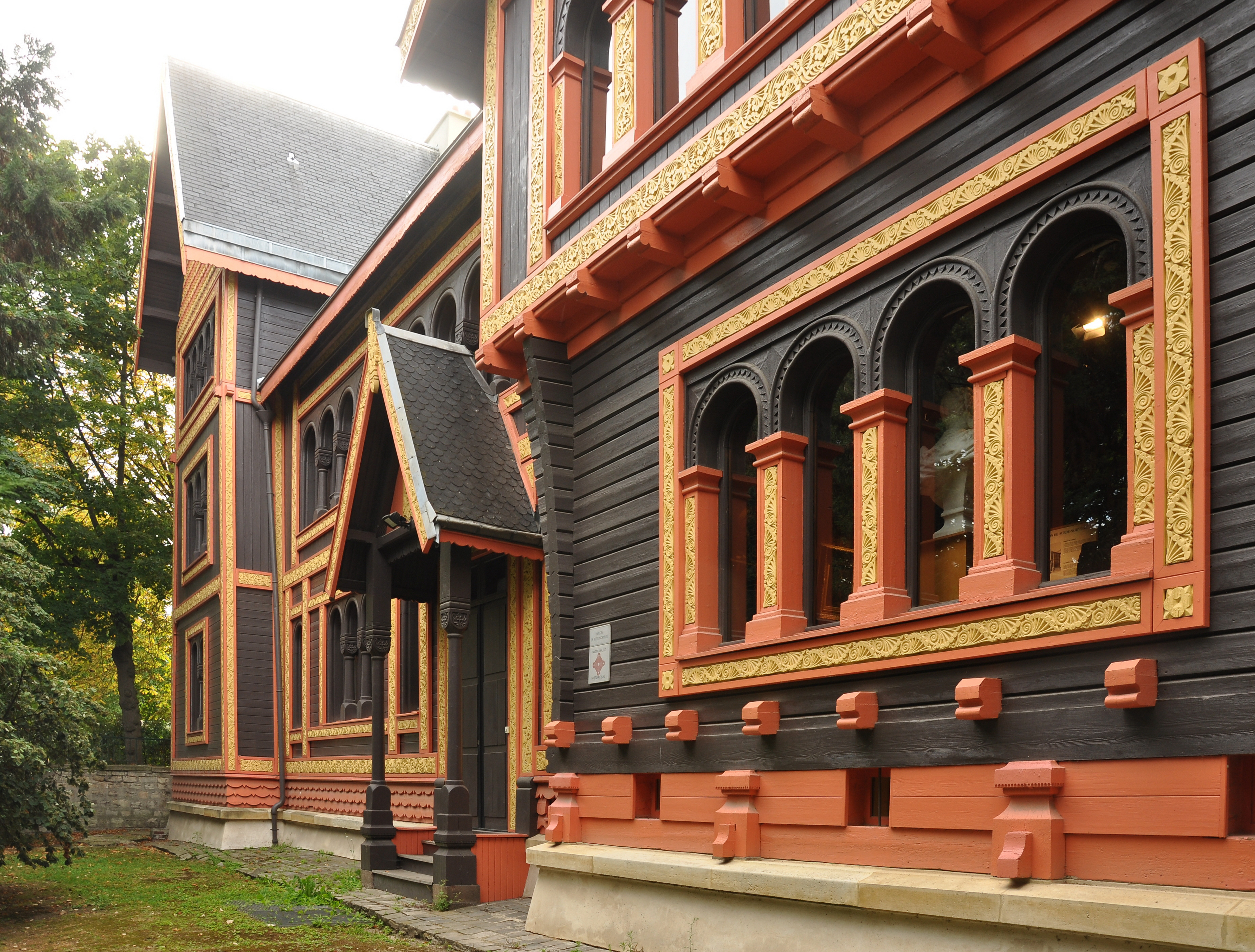
Gartenseite des Musée Roybet Fould

Das Musée Roybet Fould ist ein Kunstmuseum in der französischen Stadt Courbevoie. Es zeigt überwiegend Kunstwerke aus dem 19. Jahrhundert, darunter Gemälde der Malerin Consuelo Fould und ihres Lehrers Ferdinand Roybet.

## Geschichte und Sammlung
Das Museum am Rand des Parc de Bécon, einer städtischen Grünanlage an der Seine, wurde ursprünglich 1878 für die Weltausstellung in Paris als Pavillon für die damals verbundenen Länder Norwegen und Schweden am Rande des Champ de Mars errichtet. Der Architekt Henrik Thrap Maye hatte den Pavillon im Stil der traditionellen skandinavischen Holzbauweise entworfen und nutzte beim Bau vorgefertigte Elemente, die eine spätere Wiederverwendung des Gebäudes an anderer Stelle ermöglichten.
Nach der Weltausstellung erwarb der rumänische Fürst George Barbu Știrbei das Gebäude und ließ es als Sommerhaus in Courbevoie aufbauen. Später übergab er es seiner Stieftochter, der Malerin Consuelo Fould, die hier ihr Atelier einrichtete. Auf der anderen Parkseite bewohnte ihre Schwester Georges Achille-Fould die Villa Pavillon des Indes, die ebenfalls auf die Weltausstellung von 1878 zurückgeht.
Nach Consuelo Foulds Tod 1927 kam das Gebäude als Vermächtnis an die Stadt Courbevoie, verbunden mit der Auflage, im Haus ein Museum zur Erinnerung an ihren Lehrer Ferdinand Roybet einzurichten. Die Eröffnung des Museums erfolgte 1951. Zu sehen sind vor allem Gemälde, Zeichnungen und Skulpturen aus der zweiten Hälfte des 19. Jahrhunderts. Darunter befinden sich neben Arbeiten von Consuelo Fould und Ferdinand Roybet auch Werke von Künstlern wie Adolphe Lalyre, Ary Scheffer, Léon-Charles Canniccioni, Auguste Durst und Albert Gleizes. Darüber hinaus präsentiert das Museum Exponate zur Lokalgeschichte und historisches Spielzeug.